# Catherine Hamlin

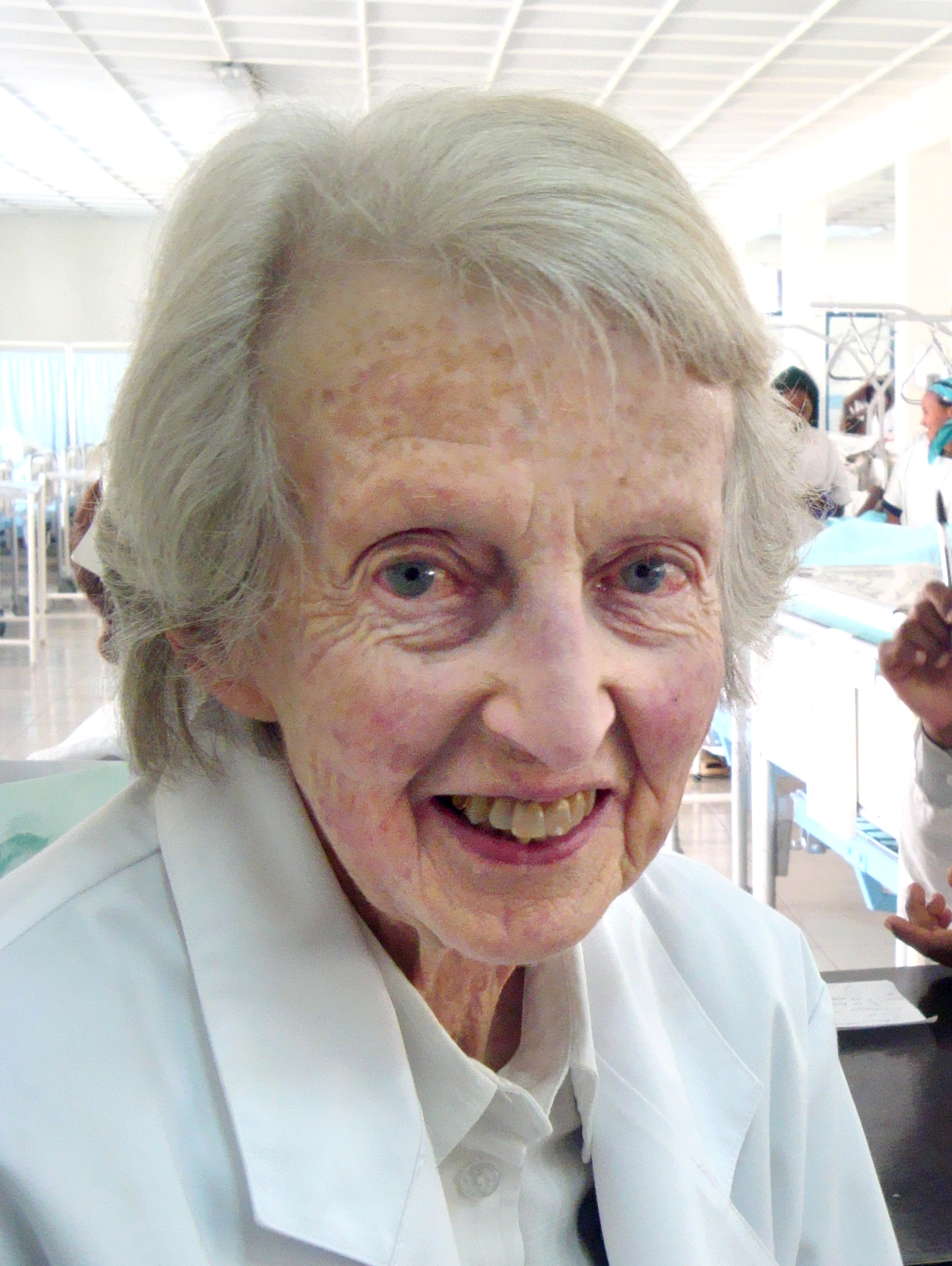
Catherine Hamlin (2009)

Catherine Hamlin (* 24. Januar 1924 in Sydney; † 18. März 2020 in Addis Abeba) war eine australische Ärztin für Gynäkologie und Geburtshilfe. Zusammen mit ihrem Mann Reginald Hamlin gründete sie 1974 in Äthiopien das Addis Ababa Fistula Hospital, in dem Frauen mit geburtsbedingten Fisteln kostenlos behandelt werden. Für ihren jahrzehntelangen Einsatz zugunsten von Frauen in Äthiopien wurde Catherine Hamlin wie ihr Mann mehrfach ausgezeichnet, so unter anderem 2009 mit dem Right Livelihood Award.

## Leben

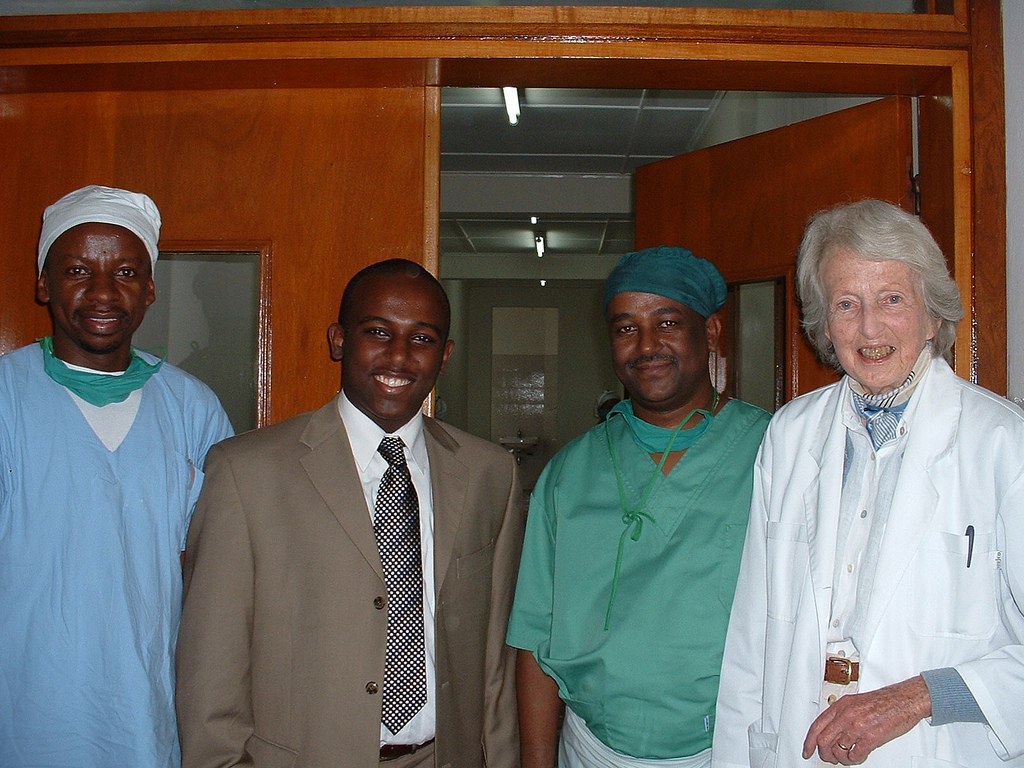
Catherine Hamlin (rechts) im August 2006 mit jungen afrikanischen Ärzten im Addis Ababa Fistula Hospital

Catherine Hamlin (geb. Nicholson) wurde 1924 in Sydney geboren und schloss 1946 ihr Medizinstudium an der dortigen Universität ab. Sie war anschließend am St Joseph's Hospital in Auburn sowie am St George Hospital in Kogarah tätig und spezialisierte sich danach am Crown Street Women’s Hospital in Sydney im Bereich der Geburtshilfe. 1950 heiratete sie Reginald Hamlin, den sie am Crown Street Women’s Hospital kennengelernt hatte und der wie sie Arzt im Bereich der Gynäkologie und Geburtshilfe war. Im Mai 1959 ging sie zusammen mit ihrem Mann nach Addis Abeba, wo beide im Rahmen eines dreijährigen Projekts der äthiopischen Regierung eine Hebammenschule aufbauten.
Nach dem Ende ihres Vertrages blieben Catherine und Reginald Hamlin in Äthiopien, um sich zunächst am Princess Tsahai Memorial Hospital und ab 1974 an dem von ihnen gegründeten Addis Ababa Fistula Hospital der Behandlung von geburtsbedingten Fisteln bei Frauen zu widmen. Diese durch Geburtskomplikationen beziehungsweise Fehlgeburten entstehenden Verbindungen zwischen der Vagina und der Harnblase oder dem Darm, in deren Folge es zu einem unkontrollierten Austritt von Urin oder Exkrementen aus der Scheide kommt, haben für betroffene Frauen oft schwerwiegende soziale Konsequenzen, da sie meist von ihren Partnern verlassen und aus ihrer sozialen Gemeinschaft ausgeschlossen werden.
Catherine und Reginald Hamlin entwickelten eine Operationstechnik, die bei rund 93 Prozent der Patientinnen zu einer vollständigen Heilung führt, und behandelten im Laufe von mehr als vier Jahrzehnten über 45.000 Frauen. Nach dem Tod ihres Mannes im August 1993 übernahm Catherine Hamlin die Leitung des Addis Ababa Fistula Hospital.

## Auszeichnungen
Catherine Hamlin wurde 1995 als Companion in den Order of Australia aufgenommen und erhielt damit die höchste Auszeichnung ihres Heimatlandes. Die University of Sydney (2005) und die University of Dundee (2006) verliehen ihr einen Ehrendoktortitel. Vom American College of Surgeons (2003) und dem Royal College of Surgeons of Edinburgh (2005) wurde sie zum Honorary Fellow ernannt. 2009 erhielt Catherine Hamlin den Right Livelihood Award.

## Werke (Auswahl)
- The Hospital by the River: A Story of Hope. Oxford 2004
- Australian Stories of Life. Sydney 2005 (als Mitautorin)
- Das Krankenhaus am Fluss. BoD, Bruchsal 2013, ISBN 978-3-7322-4468-3